# Hyde (artist)
Hyde, (uttalas Hai-do eller som i engelskans hide) artistnamn för 寶井 秀人 Hideto Takarai, född 29 januari 1969 i Wakayama, är en japansk sångare och skådespelare. Hyde nådde berömdhet som sångare i är den framgångsrika musikgruppen L'Arc-en-Ciel. Han har även varit sångare i rockduon Vamps och har en aktiv solokarriär.  L'Arc-en-Ciel hade 2015 sålt över 29 miljoner skivor, varav ca 12 miljoner var album.
Hyde gifte sig 2000 med modellen Megumi Oishi. Paret har en son.

## Karriär

### 1990 till 2000-talet: Tidiga band och L'Arc-en-Ciel
Vid tidigt 1990-tal började Hyde spela gitarr i gruppen Kiddie's Bombs. Senare bytte gruppen namn till Jelsarem's Rod och Hyde tog nu på sig rollen som sångare i gruppen. 1991 lämnade Hyde Jelsarem's Rod och bildade tillsammans med Tetsu, Hiro och Pero gruppen L'Arc-en-Ciel.
Kort efter deras första riktiga spelning lämnade Hiro gruppen och ersattes av Ken. Bara några månader senare lämnade även Pero, som ersattes av Sakura. Denna uppsättning musiker bibehölls fram till 1997, då Sakura arresterades för narkotikainnehav. Gruppen tog då in Yukihiro som ersättare.  

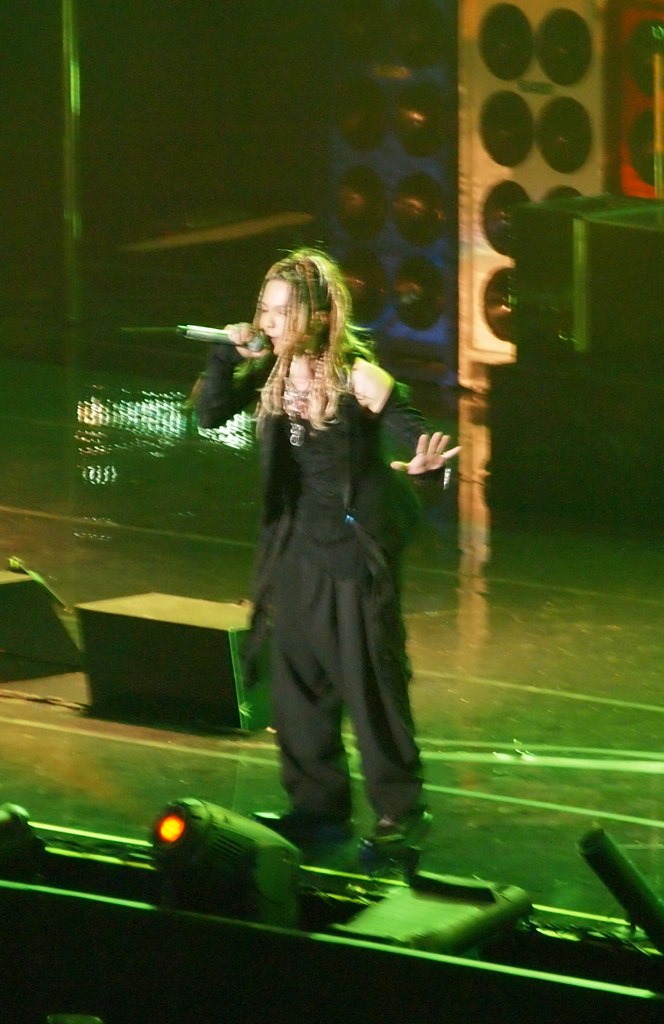
Hyde på scen med L'Arc-en-Ciel, 2012

1997 slog L'Arc-en-Ciel rekord när deras Tokyo Dome-spelning sålde slut alla 55 000 på fyra minuter. Även internationellt hade bandet framgångar; exempelvis blev de 2012 det första japanska bandet att spela som huvudband på Madison Square Garden i New York.
Februari 2004 släppte bandet singeln Ready Steady Go, som var inledningsmusik till animen Fullmetal Alchemist. Singeln uppnådde första placering på den japanska Oricon-topplistan. Hyde skulle komma att sjunga flera anime-intron genom karriären, både med bandet och som solist.

### 2001 till 2017: Soloprojekt och Vamps
År 2001 spelade Hyde in sin första soloskiva, "Evergreen", som släpptes under artistnamnet Hyde. "Angel's Tale" kom senare samma år och året därpå släpptes "Shallow Sleep". Hydes första soloalbum, "Roentgen", kom 2002. I juli samma år kom dessutom en engelsk version av samma album.
Efter soloalbumet släpptes singeln "Hello", vilken skiljde sig mycket märkbart från den musik han skapat tidigare. Det var en ren rocklåt, där spår av hans forna arbete med L'Arc-en-Ciel tydligt framstod. "Horizon" kom några månader senare, och därefter följde hans andra fullängdsalbum, "666". Hyde ville göra musik som kunde framföras live, vilket 666 passade utmärkt för, och en kort turné följde.
2008 startade Hyde och gitarristen K.A.Z rockduon Vamps tillsammans. De genomförde året därpå en framgångsrik turne i USA, som uppmärksammades under 2010 års japanska Billboard-gala.
2017 lade Vamps ner verksamheten på obestämd tid.

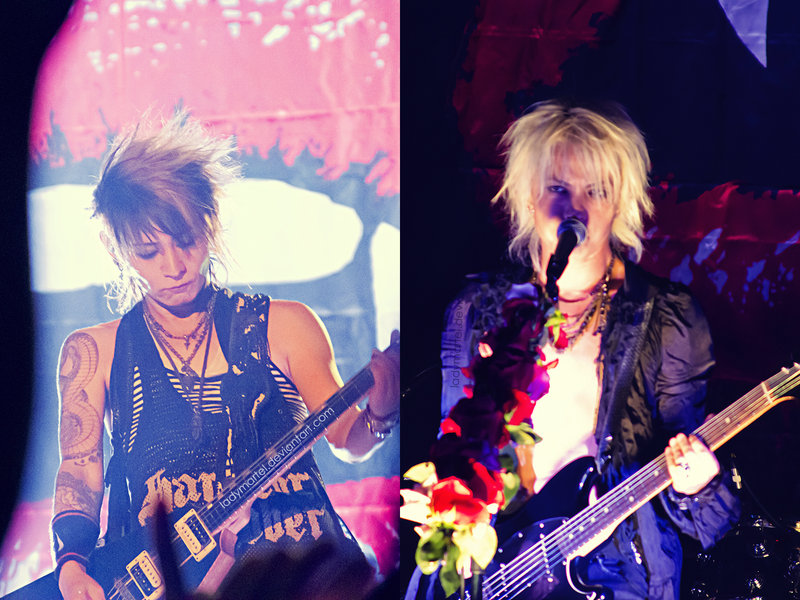
Hyde och K.A.Z som Vamps i New York, 2010

2003 spelade Hyde mot sångaren Gackt i långfilmen Moon Child, ett science fiction drama med övernaturliga inslag. Hyde spelade vampyren Kei, som räddar gautpojken Sho och hans vänner. Några år senare, är pojkarna själva ett gangstergäng, ledda av Sho, nu spelad av Gackt. De båda artisterna skrev och spelade gemensamt in duetten Orange no Taiyō, som är filmens temasång. Den släpptes senare på Gackts album Crescent.

### 2017 och framåt: Samarbeten och solokarriär
Tillsammans med Mika Nakashima producerade och släppte Hyde i slutet av 2017 Kiss of Death, som var introt till 2018 animen Darling in the Franxx.
Sedan 2018 har Hyde flera gånger samarbetat med Yoshiki (tidigare medlem i X Japan). De släppte tillsammans singlarna Zipang och Red Swan, som blev öppningstemat till tredje säsongen av anime Attack on Titan. Sången användes också i 2023 dokumentären Yoshiki: Under the Sky.
Hyde, Yoshiki, Miyavi och Sugizo (tidigare medlem i Luna Sea) utannonserade 2022 att de tillsammans skulle bilda gruppen The last rock stars. Året därpå turnerade gruppen i Japan och USA.
Tillsammans med bandet My first story framförde Hyde 2024 också Mugen och Eikyū -Tokoshie, som användes som ett av öppnings- respektive avslutningssångerna i animen Demon Slayer.
2024 släppte Hyde rockalbumet [Inside] och påbörjade en internationell turne, som över två år skall omfatta Japan, Asian, Nord- och Sydamerika och Europa.

## Filmografi
- Moon Child som Kei (2003)
- Kagen no Tsuki ~Last Quarter som Adam (2004)

## Diskografi

### Singlar
Hyde
- Evergreen (17 oktober 2001)
- Angel's Tale (12 december 2001)
- Shallow Sleep (27 februari 2002)
- Hello (21 juni 2003)
- Horizon (6 november 2003)
- Countdown (5 oktober 2005)
- Season's Call (22 februari 2006)

Vamps
- Love Addict (2 juli 2008)

### Album
- Roentgen (27 mars 2002)
- Roentgen Overseas Version (8 juli 2002)
- 666 (6 december 2003)
- Roentgen. English (14 oktober 2004)
- Faith (26 april 2006)
- Faith U.S. Version (27 juni 2006)

### DVD
- Roentgen Stories (3 november 2004)
- Faith Live (8 november 2006)